# Список эпизодов мультсериала «Футурама»
Список и краткое описание серий мультсериала «Футурама», созданного на студии «20th Century Fox» авторами «Симпсонов».
Изначально предполагалось снять 72 серии, разбитых на 4 сезона. Каждой серии был присвоен номер (код серии, производственный номер) вида xACVyy, где x — номер производственного блока, а yy — номер серии. При показе на FOX серии до второго сезона соответствовали производственным блокам, дальше шли в произвольном порядке, в результате чего получилось пять сезонов. В итоге «код показа» имеет вид S0xEyy, где x — номер сезона для показа, а yy — номер серии.
В этом списке серии идут в том порядке, в котором они были созданы. Именно в такой последовательности, как правило, серии выпускаются на DVD (исключения составляют некоторые пиратские издания вида «Все серии Футурамы на одном диске»). Кроме этого, производственный порядок лучше отражает замысел создателей и помогает избежать потенциальных сценарных непоследовательностей и нестыковок в сюжетной линии.
Первые четыре сезона сериала демонстрировались по телеканалу «Fox» с 28 марта 1999 года по 10 августа 2003 года. После этого он был продан телесети «Comedy Central», на канале которой шёл показ сезонов с пятого по седьмой, выходивших с 23 марта 2008 года по 4 сентября 2013 года. В 2023 году сериал вернулся на экраны на стриминговом сервисе Hulu, где выходит с 24 июля 2023 года.
Таким образом, в общей сложности сериал насчитывает 160 серий, с учётом того, что пятый сезон состоит из 16 серий (четырёх полнометражных картин разбитых по четыре серии каждая).

## Обзор сезонов
| Сезон | Серии | Серии | Даты показа      | Даты показа      | Даты показа    |
| Сезон | Серии | Серии | Первая серия     | Последняя серия  | Канал          |
| ----- | ----- | ----- | ---------------- | ---------------- | -------------- |
| 1     | 13    | 13    | 28 марта 1999    | 14 ноября 1999   | Fox            |
| 2     | 19    | 19    | 21 ноября 1999   | 3 декабря 2000   | Fox            |
| 3     | 22    | 22    | 21 января 2001   | 8 декабря 2002   | Fox            |
| 4     | 18    | 18    | 10 февраля 2002  | 10 августа 2003  | Fox            |
| 5     | 16    | 16    | 23 марта 2008    | 30 августа 2009  | Comedy Central |
| 6     | 26    | 13    | 24 июня 2010     | 21 ноября 2010   | Comedy Central |
| 6     | 26    | 13    | 23 июня 2011     | 8 сентября 2011  | Comedy Central |
| 7     | 26    | 13    | 20 июня 2012     | 29 августа 2012  | Comedy Central |
| 7     | 26    | 13    | 19 июня 2013     | 4 сентября 2013  | Comedy Central |
| 8     | 10    | 10    | 24 июля 2023     | 25 сентября 2023 | Hulu           |
| 9     | 10    | 10    | 29 июля 2024     | 30 сентября 2024 | Hulu           |
| 10    | 10    | 10    | 15 сентября 2025 | 15 сентября 2025 | Hulu           |

## Список серий

### Сезон 1 (1999)
| № общий | № в сезоне | Название                                                          | Дата премьеры    | Произв. код |
| ------- | ---------- | ----------------------------------------------------------------- | ---------------- | ----------- |
| 1       | 1          | «Космический пилот 3000» «Space Pilot 3000»                       | 28 марта 1999    | 1ACV01      |
| 2       | 2          | «Сериал приземлился» «The Series Has Landed»                      | 4 апреля 1999    | 1ACV02      |
| 3       | 3          | «Я, сосед» «I, Roommate»                                          | 6 апреля 1999    | 1ACV03      |
| 4       | 4          | «Рабы любви, затерянные в космосе» «Love’s Labours Lost in Space» | 13 апреля 1999   | 1ACV04      |
| 5       | 5          | «Страх планеты роботов» «Fear of a Bot Planet»                    | 20 апреля 1999   | 1ACV05      |
| 6       | 6          | «Пригоршня долларов» «A Fishful of Dollars»                       | 27 апреля 1999   | 1ACV06      |
| 7       | 7          | «Мои три солнца» «My Three Suns»                                  | 4 мая 1999       | 1ACV07      |
| 8       | 8          | «Большой кусок мусора» «A Big Piece of Garbage»                   | 11 мая 1999      | 1ACV08      |
| 9       | 9          | «Ад — это другие роботы» «Hell Is Other Robots»                   | 18 мая 1999      | 1ACV09      |
| 10      | 10         | «Незабываемый полёт» «A Flight to Remember»                       | 26 сентября 1999 | 1ACV10      |
| 11      | 11         | «Марсианский университет» «Mars University»                       | 3 октября 1999   | 1ACV11      |
| 12      | 12         | «Когда пришельцы атакуют» «When Aliens Attack»                    | 7 ноября 1999    | 1ACV12      |
| 13      | 13         | «Фрай и фабрика «Слёрма»» «Fry and the Slurm Factory»             | 14 ноября 1999   | 1ACV13      |

### Сезон 2 (1999—2000)
| № общий | № в сезоне | Название                                                                                 | Дата премьеры   | Произв. код |
| ------- | ---------- | ---------------------------------------------------------------------------------------- | --------------- | ----------- |
| 14      | 1          | «Я повторяю эту эмоцию» «I Second That Emotion»                                          | 21 ноября 1999  | 2ACV01      |
| 15      | 2          | «Бренниган, начни с начала» «Brannigan, Begin Again»                                     | 28 ноября 1999  | 2ACV02      |
| 16      | 3          | «Голова на выборах» «A Head in the Polls»                                                | 12 декабря 1999 | 2ACV03      |
| 17      | 4          | «Рождественская история» «Xmas Story»                                                    | 19 декабря 1999 | 2ACV04      |
| 18      | 5          | «Зачем мне быть влюблённым крабом?» «Why Must I Be a Crustacean in Love?»                | 6 февраля 2000  | 2ACV05      |
| 19      | 6          | «Положи свою голову мне на плечо» «Put Your Head on My Shoulder»                         | 13 февраля 2000 | 2ACV07      |
| 20      | 7          | «Меньшее из двух зол» «The Lesser of Two Evils»                                          | 20 февраля 2000 | 2ACV06      |
| 21      | 8          | «Бешеный Бендер» «Raging Bender»                                                         | 27 февраля 2000 | 2ACV08      |
| 22      | 9          | «Циклопов должно быть двое» «A Bicyclops Built for Two»                                  | 19 марта 2000   | 2ACV09      |
| 23      | 10         | «Мой собственный клон» «A Clone of My Own»                                               | 9 апреля 2000   | 2ACV10      |
| 24      | 11         | «Как Гермес конфисковал назад любимую рутину» «How Hermes Requisitioned His Groove Back» | 2 апреля 2000   | 2ACV11      |
| 25      | 12         | «Глубокий Юг» «The Deep South»                                                           | 16 апреля 2000  | 2ACV12      |
| 26      | 13         | «Бендер входит в дело» «Bender Gets Made»                                                | 30 апреля 2000  | 2ACV13      |
| 27      | 14         | «Проблема с попплерами» «The Problem with Popplers»                                      | 7 мая 2000      | 2ACV15      |
| 28      | 15         | «День Матери» «Mother’s Day»                                                             | 14 мая 2000     | 2ACV14      |
| 29      | 16         | «Антология Интересов I» «Anthology of Interest I»                                        | 21 мая 2000     | 2ACV16      |
| 30      | 17         | «Война — адское слово» «War Is the H-Word»                                               | 5 ноября 2000   | 2ACV17      |
| 31      | 18         | «Гудок» «The Honking»                                                                    | 26 ноября 2000  | 2ACV18      |
| 32      | 19         | «Отмороженная женщина» «The Cryonic Woman»                                               | 3 декабря 2000  | 2ACV19      |

### Сезон 3 (2001—2002)
| № общий | № в сезоне | Название                                                       | Дата премьеры   | Произв. код |
| ------- | ---------- | -------------------------------------------------------------- | --------------- | ----------- |
| 33      | 1          | «Амазонки в настроении» «Amazon Women in the Mood»             | 4 февраля 2001  | 3ACV01      |
| 34      | 2          | «Изгнание из Фрая» «Parasites Lost»                            | 21 января 2001  | 3ACV02      |
| 35      | 3          | «История о двух Сантах» «A Tale of Two Santas»                 | 23 декабря 2001 | 3ACV03      |
| 36      | 4          | «Удача по-Фрайски» «The Luck of the Fryrish»                   | 11 марта 2001   | 3ACV04      |
| 37      | 5          | «Робо-птица c Ледяной Планеты» «The Birdbot of Ice-Catraz»     | 4 марта 2001    | 3ACV05      |
| 38      | 6          | «Несгибаемая любовь» «Bendless Love»                           | 11 февраля 2001 | 3ACV06      |
| 39      | 7          | «День, когда Земля отупилась» «The Day the Earth Stood Stupid» | 18 февраля 2001 | 3ACV07      |
| 40      | 8          | «Это Шоу лобстеров!» «That’s Lobstertainment!»                 | 25 февраля 2001 | 3ACV08      |
| 41      | 9          | «Правила Компьютерного Дома» «The Cyber House Rules»           | 1 апреля 2001   | 3ACV09      |
| 42      | 10         | «Где скитаются буггало» «Where the Buggalo Roam»               | 3 марта 2002    | 3ACV10      |
| 43      | 11         | «Сумасшедший в суперкомпьютере» «Insane in the Mainframe»      | 8 апреля 2001   | 3ACV11      |
| 44      | 12         | «Пути всякого зла» «The Route of All Evil»                     | 8 декабря 2002  | 3ACV12      |
| 45      | 13         | «Согнутые ветром» «Bendin’ in the Wind»                        | 22 апреля 2001  | 3ACV13      |
| 46      | 14         | «Время продолжает ускользать» «Time Keeps On Slippin’»         | 6 мая 2001      | 3ACV14      |
| 47      | 15         | «Я встречался с роботом» «I Dated a Robot»                     | 13 мая 2001     | 3ACV15      |
| 48      | 16         | «Лила, как она есть» «A Leela of Her Own»                      | 7 апреля 2002   | 3ACV16      |
| 49      | 17         | «Незабываемый фараон» «A Pharaoh to Remember»                  | 10 марта 2002   | 3ACV17      |
| 50      | 18         | «Антология Интересов II» «Anthology of Interest II»            | 6 января 2002   | 3ACV18      |
| 51      | 19         | «Розуэлл, который хорошо кончается» «Roswell That Ends Well»   | 9 декабря 2001  | 3ACV19      |
| 52      | 20         | «Равные Богу» «Godfellas»                                      | 17 марта 2002   | 3ACV20      |
| 53      | 21         | «Акционеры будущего» «Future Stock»                            | 31 марта 2002   | 3ACV21      |
| 54      | 22         | «Повар, на 30 % из железа» «The 30% Iron Chef»                 | 14 апреля 2002  | 3ACV22      |

### Сезон 4 (2002—2003)
| № общий | № в сезоне | Название                                                                     | Дата премьеры   | Произв. код |
| --- | ---------- | ---------------------------------------------------------------------------- | --------------- | ----------- |
| 55 | 1          | «Киф, похоже, залетел» «Kif Gets Knocked Up a Notch»                         | 12 января 2003  | 4ACV01      |
| После непродолжительной встречи на Нимбусе, Киф попал в интересное положение. Теперь главной его целью становится не только дождаться родов, но и не потерять при этом Эми, которая не в восторге от происходящего. |            |                                                                              |                 |             |
| 56 | 2          | «Родной мир Лилы» «Leela’s Homeworld»                                        | 17 февраля 2002 | 4ACV02      |
| Лилу приглашают в детдом, где она выросла, чтобы разместить её фото на доске почёта. Тем временем Бендер занялся бизнесом по утилизации мусора. Утилизируя его в канализацию, он разозлил мутантов, живущих под Новым Нью-Йорком. После того, как Фрай, Лила и Бендер были похищены и приговорены к насильственной мутации, двое неизвестных жителей подземелья спасают всю команду. Лила решает узнать, в чём причина такой заботы. |            |                                                                              |                 |             |
| 57 | 3          | «Любовь и ракета» «Love and Rocket»                                          | 10 февраля 2002 | 4ACV03      |
| Бендер начинает крутить роман с автопилотом корабля «Межпланетного экспресса», а Фрай пытается найти сладкое сердечко, которое выразило бы его чувства к Лиле. Но после того, как Бендеру надоедает автопилот, и он разрывает все отношения, корабль «Межпланетного экспресса» решает покончить жизнь самоубийством. |            |                                                                              |                 |             |
| 58 | 4          | «Меньше, чем герой» «Less Than Hero»                                         | 2 марта 2003    | 4ACV04      |
| После того, как Фрай и Лила приобрели суперспрособности, как один из побочных эффектов «Чудесного крема», они решают стать супергероями, чтобы помогать обществу. К ним присоединяется Бендер. Их главным противником становится Зверолов, желающий украсть Квантовый изумруд. |            |                                                                              |                 |             |
| 59 | 5          | «Вкус Свободы» «A Taste of Freedom»                                          | 22 декабря 2002 | 4ACV05      |
| После того как Зойдберг съедает флаг на праздновании дня Свободы, его пытаются убить. Он находит временное убежище в посольстве своей родной планеты. Позднее Зойдберг проигрывает дело в Верховном суде и его жизнь находится под угрозой, когда жители Земли начинают штурмовать посольство. Но за Зойдберга вступилась его раса, которая начала войну с Землёй.                                                                   |            |                                                                              |                 |             |
| 60 | 6          | «Бендера нельзя пускать на ТВ» «Bender Should Not Be Allowed on TV»          | 3 августа 2003  | 4ACV06      |
| Кьюберт Фарнсворт и Дуайт Конрад празднуют свой 13-й день рождения, а Бендер пытается пройти кастинг на роль в сериал «Все мои схемы». После нехитрых уловок ему это удаётся, и Бендер становится популярным, потому что нравится телезрителям. Но вскоре его влияние плохим образом отражается на воспитании младшего поколения. |            |                                                                              |                 |             |
| 61 | 7          | «Лай Юрского периода» «Jurassic Bark»                                        | 17 ноября 2002  | 4ACV07      |
| Фрай и Бендер — лучшие друзья, они даже готовят вместе цирковое выступление. По чистой случайности молодой человек находит окаменелость своего старого пса, брошенного 1000 лет назад. Он задаётся идеей оживить его, чем вызывает ревность робота. |            |                                                                              |                 |             |
| 62 | 8          | «Преступления жары» «Crimes of the Hot»                                      | 10 ноября 2002  | 4ACV08      |
| На планете Земля стоит ужасная жара, а на комете Галлея, единственном источнике в будущем, закончился лёд. На чрезвычайном симпозиуме было обнаружено, что озоновый слой разрушили роботы, построенные корпорацией Мамочки с нарушениями. С лёгкой руки Вёрнструма, роботов решено уничтожить. |            |                                                                              |                 |             |
| 63 | 9          | «Проблемы юной мутантки Лилы» «Teenage Mutant Leela’s Hurdles»               | 30 марта 2003   | 4ACV09      |
| От профессора сбегает крылатый монстр Пазузу. В ходе операции по его поимке Фарнсворт настолько надоедает своими старческими заморочками команде, что они решают его омолодить. Однако, в результате инцидента омолаживается вся команда, а профессор, стараясь исправить положение, только ускоряет процесс омолаживания. Теперь ему и чудом спасшейся Лиле предстоит расставить всё по своим местам.                               |            |                                                                              |                 |             |
| 64 | 10         | «Загадка Фрая» «The Why of Fry»                                              | 6 апреля 2003   | 4ACV10      |
| Фрай ощущает себя ненужным на работе, а Лила отказывает ему в свиданиях, поручая выгуливать Нибблера, пока встречается сама. Во время одной такой прогулки Фрай узнаёт, что зверёк — посол нибблонианцев, и только Фрай может спасти Вселенную от расы огромных летающих мозгов. |            |                                                                              |                 |             |
| 65 | 11         | «Где не ступала нога фаната» «Where No Fan Has Gone Before»                  | 21 апреля 2002  | 4ACV11      |
| Команда «Межпланетного экспресса» оказывается на трибунале под судейством Зеппа Браннигана. Всё началось с того, что Фрай захотел посмотреть видео «Звёздного пути», шоу, которое, как оказалось, стало запретным за тысячу лет. Последние копии сериала были отправлены в открытый космос, и Фрай намеревается найти их и давно улетевших актёров, чтобы вернуть сериал людям.                                                      |            |                                                                              |                 |             |
| 66 | 12         | «Жало» «The Sting»                                                           | 1 июня 2003     | 4ACV12      |
| Профессор хочет, чтобы Фрай, Лила и Бендер взялись за дело, которое провалила предыдущая команда «Межпланетного экспресса», — собрали мёд космических пчёл. Пусть и не без труда, но команда справляется с заданием. Однако, маленькая космическая пчёлка, которую Лила решила приручить, бросается на неё. Фрай защищает девушку и, как кажется, погибает…                                                                          |            |                                                                              |                 |             |
| 67 | 13         | «Согни её» «Bend Her»                                                        | 20 июля 2003    | 4ACV13      |
| 3004 год. Олимпийские игры. «Межпланетный экспресс» пришёл на стадион поболеть за Гермеса, решившего представлять Ямайку в забеге лимбистов. Бендер, увидев насколько просты соревнования в отсеке для женороботов, решил притвориться Койлет из Робонии и добиться славы победой на Играх. Он прошёл все этапы, но неожиданно перед ним встала медицинская проверка. Рискнув всем, Бендер решается сменить пол.                     |            |                                                                              |                 |             |
| 68 | 14         | «Устаревшая легенда» «Obsoletely Fabulous»                                   | 27 июля 2003    | 4ACV14      |
| На выставке достижений роботехники был представлен новый робот 1-X, который потребляет отходы и производит свежий кислород с хвойным запахом. «Межпланетный экспресс» решает купить себе одного, но из-за программной несовместимости Бендер боится новомодного изобретения. Всё-таки решив обновиться, робот в последний момент сбегает.                                                                                            |            |                                                                              |                 |             |
| 69 | 15         | «Парабокс Фарнсворта» «The Farnsworth Parabox»                               | 8 июня 2003     | 4ACV15      |
| Профессор изобрёл коробку. Лила была выбрана охранять её, как самая ответственная. Проведя всю ночь на посту и распираемая интересом, девушка кидает монетку и решает открыть коробку. Стоило только Лиле снять крышку, как её затягивает в параллельную Вселенную. |            |                                                                              |                 |             |
| 70 | 16         | «Три сотни больших мальчиков» «Three Hundred Big Boys»                       | 15 июня 2003    | 4ACV16      |
| Храбрая армия Браннигана победила расу арахнидов, и правительство Земли обогатилось за счёт добытых паучьих шёлков. Президент Никсон решил раздать каждому гражданину Земли по купюре в 300 долларов. В «Межпланетном экспрессе» каждый решил потратить деньги по-своему. |            |                                                                              |                 |             |
| 71 | 17         | «Шпанский Фрай» «Spanish Fry»                                                | 13 июля 2003    | 4ACV17      |
| Команда «Межпланетного экспресса» отправляется на пикник в лес. Фрай, одержимый идеей встретить Снежного Человека, отправляется ночью в лес, где его похищают пришельцы. Вернувшись в лагерь, он обнаруживает, что его лишили носа. |            |                                                                              |                 |             |
| 72 | 18         | «Руки Дьявола — бесполезная игрушка» «The Devil’s Hands Are Idle Playthings» | 10 августа 2003 | 4ACV18      |
| Фрай учится играть на голофоне, чтобы покорить Лилу, но удаётся это ему не слишком. По совету Бендера, Фрай отправляется в ад для роботов и заключает сделку с Робо-дьяволом. Он должен обменяться руками с каким-нибудь роботом, и по воле случая, этим роботом оказывается сам Робо-дьявол. Фрай счастлив с новыми руками, однако Робо-дьявол строит козни, пытаясь вернуть свои руки.                                             |            |                                                                              |                 |             |

### Сезон 5 (2008—2009)
| № общий | № в сезоне | Название | Дата премьеры   | Произв. код |
| --- | ---------- | --- | --------------- | ----------- |
| 73 | 1          | «Большой куш Бендера. Часть 1» «Bender’s Big Score. Part 1»                                                                    | 23 марта 2008   | 5ACV01      |
| Фрай обнаруживает у себя татуировку, которая может повлечь последствия вселенского масштаба. Гермес теряет голову во время игры в лимбо, а сознание Бендера попадает под контроль новых хозяев «Межпланетного экспресса». Лила тем временем встречает мужчину своей мечты. |            | |                 |             |
| 74 | 2          | «Большой куш Бендера. Часть 2» «Bender’s Big Score. Part 2»                                                                    | 23 марта 2008   | 5ACV02      |
| Новые хозяева «Межпланетного экспресса» хотят украсть древние сокровища, но для этого нужен Фрай, который успел скрыться в XX-м веке. С целью убить Фрая, зомбированного Бендера отправляют в прошлое. |            | |                 |             |
| 75 | 3          | «Большой куш Бендера. Часть 3» «Bender’s Big Score. Part 3»                                                                    | 23 марта 2008   | 5ACV03      |
| Фрай узнает, какой могла быть его жизнь, останься он в своём времени. Между тем в будущем ситуация продолжает ухудшаться. |            | |                 |             |
| 76 | 4          | «Большой куш Бендера. Часть 4» «Bender’s Big Score. Part 4»                                                                    | 23 марта 2008   | 5ACV04      |
| Сердце Лилы и тело Гермеса разбиты. Внеземные мошенники покупают Землю и выселяют её обитателей на Нептун, что приводит к межгалактическому военному конфликту. Тем временем Фрай узнает правду о себе и загадочном женихе Лилы. В результате временных перемещений во вселенной образовался зловещий разрыв. |            | |                 |             |
| 77 | 5          | «Зверь с миллиардом спин. Часть 1, Приключение начинается» «The Beast with a Billion Backs. Part 1, The adventure begins»      | 19 октября 2008 | 5ACV05      |
| Прошёл месяц с момента открытия большой дыры во Вселенной, за это время с ней ничего не произошло. Жизнь в Новом Нью-Йорке постепенно возвращается в своё русло. Киф и Эми женятся, а Фрай заводит отношения с новой девушкой Коллин. Вскоре Фрай узнаёт, что кроме него у Коллин ещё 4 парня. Фрай не может согласиться с таким поворотом и разрывает отношения с Коллин. |            | |                 |             |
| 78 | 6          | «Зверь с миллиардом спин. Часть 2, Приключение продолжается» «The Beast with a Billion Backs. Part 2, The adventure continues» | 19 октября 2008 | 5ACV06      |
| Профессор Фарнсворт собирает команду и отправляется в экспедицию к аномалии. Для этого ему пришлось выиграть это право в игре «Смертельный мяч» («Deathball», гигантская версия игры лабиринт) у Вернструма. По прибытии изучать аномалию в космос посылают Бендера, но после его соприкосновения с ней, происходит взрыв и Бендера вместе с кораблём отбрасывает от дыры. |            | |                 |             |
| 79 | 7          | «Зверь с миллиардом спин. Часть 3, Ещё больше приключений» «The Beast with a Billion Backs. Part 3, Still more adventure»      | 19 октября 2008 | 5ACV07      |
| Фарнсворд и Вёрнстрем приходят к выводу, что только живые существа могут пройти сквозь аномалию, а металлические объекты, такие как Бендер, уничтожаются. Прежде чем они смогли организовать новую экспедицию, уничтожить аномалию посылают капитана Зеппа Браннигана. Он решает уничтожить аномалию, но из-за неполадок с оружием погибает Киф. |            | |                 |             |
| 80 | 8          | «Зверь с миллиардом спин. Часть 4, Конец приключениям» «The Beast with a Billion Backs. Part 4, Adventure’s end»               | 19 октября 2008 | 5ACV08      |
| Фрай не мог пережить разрыв с Коллин, поэтому отправляется зайцем с Зеппом Бранниганом. После того, как корабль выбросил в космос отходы, вместе с ними вылетел и Фрай. Проникнув в другую Вселенную, он встречает Йиво — гигантское чудовище со множеством щупалец. |            | |                 |             |
| 81 | 9          | «Игра Бендера. Часть 1» «Bender’s Game. Part 1»                                                                                | 26 апреля 2009  | 5ACV09      |
| Резко взлетают цены на топливо, отчего профессор запрещает пользоваться кораблём в нерабочее время. Однако Лила нарушает запрет, отправившись на состязание космических кораблей и выигрывает главный приз. Узнав об этом, профессор делает Лиле выговор и надевает на неё ошейник, который бьёт током Лилу каждый раз, когда она подумает о насилии или брани. В это время Кьюберт и Дуайт с приятелями играют в Dungeons & Dragons. |            | |                 |             |
| 82 | 10         | «Игра Бендера. Часть 2» «Bender’s Game. Part 2»                                                                                | 26 апреля 2009  | 5ACV10      |
| К ним хочет присоединиться Бендер, но дети отказывают ему, заявляя, что у него нет воображения. Бендер, пытаясь научиться воображению, сходит с ума и попадает в психбольницу для роботов, не в силах отделить реальность от выдумки. Профессор тем временем раскрывает героям тайну появления топлива из тёмной материи, которой всецело завладела Мамочка. Желая прекратить гегемонию Мамочки в производстве топлива, Фрай, Лила и профессор проникают на её базу. Но секрет добычи самой тёмной материи оказывается ещё более ужасным. |            | |                 |             |
| 83 | 11         | «Игра Бендера. Часть 3» «Bender’s Game. Part 3»                                                                                | 26 апреля 2009  | 5ACV11      |
| С помощью антикристалла профессор пытается превратить тёмную материю из важнейшего топлива в бесполезную субстанцию, но неожиданно они все попадают в другой мир, созданный воображением Бендера — страну с замками и рыцарями, орками и кентаврами; мир, где все подчиняется законам настольной ролевой игры. |            | |                 |             |
| 84 | 12         | «Игра Бендера. Часть 4» «Bender’s Game. Part 4»                                                                                | 26 апреля 2009  | 5ACV12      |
| И в этом мире героям нужно снова победить Мамочку, превратившуюся в могущественную злую колдунью Маман. |            | |                 |             |
| 85 | 13         | «В дикие зелёные дали. Часть 1» «Into the Wild Green Yonder. Part 1»                                                           | 30 августа 2009 | 5ACV13      |
| Семья Вонгов, владеющая половиной территории Марса, решила разрушить Марс-Вегас — город шикарных казино. Для того чтобы построить новый Марс-Вегас: ещё больше и роскошнее. Дать заключение о том, что строительство не повлияет на природу Марса поручили Профессору Фарнсворту (за соответствующее вознаграждение). Лила, вступившая в партию экофеминисток, протестует против этого заключения, но единственное, что ей удалось — это спасти животное, похожее на пиявку.                                                              |            | |                 |             |
| 86 | 14         | «В дикие зелёные дали. Часть 2» «Into the Wild Green Yonder. Part 2»                                                           | 30 августа 2009 | 5ACV14      |
| Позже, играя в мини-гольф, Лила узнаёт о новых планах четы Вонгов: построить самое большое в мире поле для мини-гольфа. Это уже будет межзвёздный мини-гольф и для строительства поля потребуется взорвать несколько звёзд. В том числе фиолетовый карлик, на орбите которого есть планета, заполненная редкими животными. Конечно экологическая экспертиза лежит на надёжном партнёре — Профессоре Фарнсворте. Экофеминистки на этот раз не сдадутся без боя.                                                                            |            | |                 |             |
| 87 | 15         | «В дикие зелёные дали. Часть 3» «Into the Wild Green Yonder. Part 3»                                                           | 30 августа 2009 | 5ACV15      |
| В это время выясняется, что Фрай неожиданно научился читать чужие мысли. Однако его мысли никто не может прочитать, так как у него отсутствуют дельта-волны. И он вступает в тайное общество, где все умеют читать чужие мысли. |            | |                 |             |
| 88 | 16         | «В дикие зелёные дали. Часть 4» «Into the Wild Green Yonder. Part 4»                                                           | 30 августа 2009 | 5ACV16      |
| Цель Фрая — найти представителя Тёмных и уничтожить его. |            | |                 |             |

### Сезон 6 (2010—2011)
| Часть 1 |    |                                                                       |                 |        |
| 89 | 1  | «Перерождение» «Rebirth»                                              | 24 июня 2010    | 6ACV01 |
| Все герои были перерождены после того как они потерпели крушение, пытаясь оторваться от преследования, организованного Зеппом Бранниганом. |    |                                                                       |                 |        |
| 90 | 2  | «В Лилейском саду» «In-A-Gadda-Da-Leela»                              | 24 июня 2010    | 6ACV02 |
| Зепп и Лила оказались на единственном нетронутом человеком острове. |    |                                                                       |                 |        |
| 91 | 3  | «Атака убойной проги» «Attack of the Killer App»                      | 1 июля 2010     | 6ACV03 |
| Мамочка выпускает новые гаджеты eyePhone, eyePhone 2.0 и Twicher. Фрай публикует откровенное видео с Лилой в сети. |    |                                                                       |                 |        |
| 92 | 4  | «Поправка «Бесконечность»» «Proposition Infinity»                     | 8 июля 2010     | 6ACV04 |
| Киф бросает Эми, так как ей сильно нравятся плохие парни. После этого Эми начинает встречаться с Бендером, и они вместе встают во главу движения за легализацию сексуальных отношений между роботами и людьми.                                                   |    |                                                                       |                 |        |
| 93 | 5  | «Код да Винчи» «The Duh-Vinci Code»                                   | 15 июля 2010    | 6ACV05 |
| «Межпланетный экспресс» летит в Рим, чтобы раскрыть секрет Леонардо да Винчи. |    |                                                                       |                 |        |
| 94 | 6  | «Смертельный осмотр» «Lethal Inspection»                              | 22 июля 2010    | 6ACV06 |
| Бендер обнаруживает у себя смертельный дефект конструкции и теперь он ищет инспектора № 5, который проверял Бендера, когда его только собрали. |    |                                                                       |                 |        |
| 95 | 7  | «Опаздывающий Филип Дж. Фрай» «The Late Philip J. Fry»                | 29 июля 2010    | 6ACV07 |
| Профессор изобретает машину времени, которая может перемещаться только в будущее, но не может вернуть в настоящее. Они с Фраем и Бендером вынуждены прыгать дальше и дальше в будущее в попытках найти способ вернуться назад в настоящее.                       |    |                                                                       |                 |        |
| 96 | 8  | «Чёртовы Коты!» «That Darn Katz!»                                     | 5 августа 2010  | 6ACV08 |
| На Землю нападает раса разумных кошек. Только Эми и Нибблер, не поддавшиеся гипнозу кошек, могут спасти планету. |    |                                                                       |                 |        |
| 97 | 9  | «Происхождение по часовому механизму» «A Clockwork Origin»            | 12 августа 2010 | 6ACV09 |
| После того, как Профессор разочаровывается в науке, он решает поселиться на необитаемой планете. Желая очистить воду, Профессор запускает нанороботов в воду, но они быстро развиваются, а на следующий день на планете уже живут рободинозавры.                 |    |                                                                       |                 |        |
| 98 | 10 | «Пленник Бендера» «The Prisoner of Benda»                             | 19 августа 2010 | 6ACV10 |
| Революционное изобретение Профессора Фарнсворта позволяет команде обменяться разумами, но обмен может пройти только между двумя телами и только в одну сторону. Тем временем, Бендер решает украсть корону императора Робо-Венгрии, используя тело Эми.          |    |                                                                       |                 |        |
| 99 | 11 | «Совместимые Различия Лррра и Нднд» «Lrrreconcilable Ndndifferences»  | 26 августа 2010 | 6ACV11 |
| После безуспешного нападения на Землю, Лррр (правитель планеты Омикрон Персея VIII) начинает страдать от кризиса среднего возраста. |    |                                                                       |                 |        |
| 100 | 12 | «Мутанты протестуют» «The Mutants Are Revolting»                      | 2 сентября 2010 | 6ACV12 |
| Фрай проговаривается, что Лила мутант, и её отправляют в канализацию. Пытаясь ей помочь, вся команда попадает в канализацию. Фрай становится мутантом, чтобы доказать Лиле, что он её любит, и возглавляет мятеж мутантов против людей.                          |    |                                                                       |                 |        |
| 101 | 13 | «Захватывающие праздники Футурамы» «The Futurama Holiday Spectacular» | 21 ноября 2010  | 6ACV13 |
| Три сказки на тему религиозных праздников. |    |                                                                       |                 |        |
| Часть 2 |    |                                                                       |                 |        |
| 102 | 14 | «Молчание Клешней» «The Silence of the Clamps»                        | 14 июля 2011    | 6ACV14 |
| Бендер становится свидетелем преступления, совершённого Робомафией, и попадает под программу защиты свидетелей. |    |                                                                       |                 |        |
| 103 | 15 | «Мебиус Дик» «Möbius Dick»                                            | 4 августа 2011  | 6ACV15 |
| Экипаж встречает опасного четырёхмерного пространственного кита. |    |                                                                       |                 |        |
| 104 | 16 | «Закон и Оракул» «Law and Oracle»                                     | 7 июля 2011     | 6ACV16 |
| Сытый по уши своей монотонной работой, Фрай вливается в ряды полиции. |    |                                                                       |                 |        |
| 105 | 17 | «Бендерама» «Benderama»                                               | 23 июня 2011    | 6ACV17 |
| Бендер без конца создаёт свои копии. |    |                                                                       |                 |        |
| 106 | 18 | «Верхушка Зойдберга» «The Tip of the Zoidberg»                        | 18 августа 2011 | 6ACV18 |
| История о том, как профессор впервые встретил доктора Зойдберга. |    |                                                                       |                 |        |
| 107 | 19 | «Призрак в машинах» «Ghost in the Machines»                           | 30 июня 2011    | 6ACV19 |
| После смерти Бендера его программное обеспечение берёт на себя призрачное существование. |    |                                                                       |                 |        |
| 108 | 20 | «Нейтралутопия» «Neutopia»                                            | 23 июня 2011    | 6ACV20 |
| После аварии корабль падает на планету, на которой экипаж корабля лишается половых различий. |    |                                                                       |                 |        |
| 109 | 21 | «Привет, Лила, Лила» «Yo Leela Leela»                                 | 21 июля 2011    | 6ACV21 |
| Лила, недовольная современными детскими передачами, создаёт собственное телешоу для детей. |    |                                                                       |                 |        |
| 110 | 22 | «Фрай, хранитель яйца» «Fry Am the Egg Man»                           | 11 августа 2011 | 6ACV22 |
| Лила в поисках натуральных продуктов, покупает яйца на удалённой планете, Фрай решает высидеть одно из яиц, не подозревая, кто из него вылупится. |    |                                                                       |                 |        |
| 111 | 23 | «Все президентские головы» «All the Presidents’ Heads»                | 28 июля 2011    | 6ACV23 |
| Стало известно, что вам светит «поездка», если вы лизнёте одну из голов в банках. Фрай лижет голову Джорджа Вашингтона и она отправляет его на приключение во время войны североамериканских колоний за независимость от Великобритании.                         |    |                                                                       |                 |        |
| 112 | 24 | «Простуженные воины» «Cold Warriors»                                  | 25 августа 2011 | 6ACV24 |
| Фрай становится распространителем опасного вируса и всю команду закрывают на карантин. |    |                                                                       |                 |        |
| 113 | 25 | «По часовой стрелке» «Overclockwise»                                  | 1 сентября 2011 | 6ACV25 |
| Благодаря невероятному росту вычислительных способностей, Бендер становится богом. |    |                                                                       |                 |        |
| 114 | 26 | «Реинкарнация» «Reincarnation»                                        | 8 сентября 2011 | 6ACV26 |
| Три мини-серии в трёх стилях анимации: первая серия «Цветорама» в чёрно-белом стиле Fleischer и Уолтера Ланца, вторая серия «Проблема Будущего 3000» в стиле 8-битной видео-игры, а третья серия «Отряд Силовой Доставки» в стиле боевого аниме 1960—1970 годов. |    |                                                                       |                 |        |

### Сезон 7 (2012—2013)
| Часть 1 |    |                                                                 |                 |        |
| 115 | 1  | «Боты и тычинки» «The Bots and the Bees»                        | 20 июня 2012    | 7ACV01 |
| Бев, новая машина прохладительных напитков «Межпланетного экспресса», беременеет от Бендера и рожает ему сына по имени Бен. Но в связи с тем, что его мать не имеет рук, юный Бен Родригес не унаследовал отцовского таланта сгибания. Выпив слишком много «Слёрм Локо», Фрай начинает светиться. |    |                                                                 |                 |        |
| 116 | 2  | «Прощайте, руки!» «A Farewell to Arms»                          | 20 июня 2012    | 7ACV02 |
| Древнее пророчество марсианского календаря гласит, что миру наступит конец в 3012 году. Начинают происходить вещи, типичные для конца света. Поскольку повсеместно на Земле пропала электроэнергия, Зепп и Киф должны использовать пирамидальный космический корабль, оставленный на планете древними марсианами, который работает на змеях. |    |                                                                 |                 |        |
| 117 | 3  | «Решение 3012» «Decision 3012»                                  | 27 июня 2012    | 7ACV03 |
| Голова Ричарда Никсона в третий раз идёт на выборы на пост президента Земли. Среди кандидатов-соперников Крис Траверс, сенатор от штата Гавайи. Лила становится менеджером предвыборного штаба Траверса. Однако штаб Траверса сталкивается с трудностями, когда оппоненты указывают на то, что у Траверса нет свидетельства о рождении на Земле. Траверс должен победить на выборах, так как ужасающие бедствия произойдут в случае победы Никсона. |    |                                                                 |                 |        |
| 118 | 4  | «Вор в бумажном пакете» «The Thief of Baghead»                  | 4 июля 2012     | 7ACV04 |
| Бендер хочет стать папарацци и для этого должен сфотографировать актёра, чьё лицо никто никогда не видел. Калькулон готов покончить жизнь самоубийством, чтобы победить в актёрском конкурсе. |    |                                                                 |                 |        |
| 119 | 5  | «Зепп Надоеда» «Zapp Dingbat»                                   | 11 июля 2012    | 7ACV05 |
| Родители Лилы разводятся. Зепп Бранниган теряет интерес к Лиле и вместо этого обращает своё внимание на её мать Туранга Мунду. Туранга Морис, отец Лилы, а также Фрай и Бендер на сёрфах путешествуют по волнам всемирной канализации. |    |                                                                 |                 |        |
| 120 | 6  | «Эффект Обдолбабочки» «The Butterjunk Effect»                   | 18 июля 2012    | 7ACV06 |
| Эми и Лила пристрастились к пищевой добавке «Нектар», и это повышает их результативность в бою бабочек — виде спорта будущего. На Фрая попали феромоны мужской особи гигантской бабочки, и он стал непреодолимо привлекательным для Лилы и Эми. |    |                                                                 |                 |        |
| 121 | 7  | «Мужик на шесть миллионов» «The Six Million Dollar Mon»         | 25 июля 2012    | 7ACV07 |
| Понимая, что он менее эффективен, чем машина, Гермес заменяет части своего тела на роботизированные для повышения работоспособности и производительности труда. |    |                                                                 |                 |        |
| 122 | 8  | «Веселье в тесте» «Fun on a Bun»                                | 1 августа 2012  | 7ACV08 |
| На Октоберфесте случилась беда: Фрай попал в мясорубку. |    |                                                                 |                 |        |
| 123 | 9  | «Охота за свободой воли» «Free Will Hunting»                    | 8 августа 2012  | 7ACV09 |
| Бендеру не хватает свободы воли, так как он робот, и поэтому он намерен открыть для себя смысл жизни. |    |                                                                 |                 |        |
| 124 | 10 | «Предсмертное пожелание» «Near-Death Wish»                      | 15 августа 2012 | 7ACV10 |
| Родители Профессора Фарнсворта найдены всё ещё живыми на Предсмертной звезде. |    |                                                                 |                 |        |
| 125 | 11 | «Лиса 31-го века» «31st Century Fox»                            | 29 августа 2012 | 7ACV11 |
| Бендер становится членом охотничьего клуба, но узнав, что объекты охоты — не настоящие лисы, а лисо-роботы, он решает выступить в защиту прав лисо-роботов. |    |                                                                 |                 |        |
| 126 | 12 | «Да здравствует Марс-Вегас!» «Viva Mars Vegas»                  | 22 августа 2012 | 7ACV12 |
| После того, как Зойдберг проиграл в казино Марс-Вегаса деньги, которые, как оказалось, принадлежали Донботу, робомафия отобрала казино и особняк у Вонгов. Чтобы вернуть казино, Эми устраивает ограбление, в котором главную роль играет невидимый Зойдберг. |    |                                                                 |                 |        |
| 127 | 13 | «Натурама» «Naturama»                                           | 29 августа 2012 | 7ACV13 |
| Эпизод-триптих, пародирующий документальное кино о природе. Экипаж «Межпланетного экспресса» перевоплощён в животных, которые пытаются выжить в дикой природе. |    |                                                                 |                 |        |
| Часть 2 |    |                                                                 |                 |        |
| 128 | 14 | «На 40 % Ледбелли» «Forty Percent Leadbelly»                    | 3 июля 2013     | 7ACV14 |
| Бендер вновь пытается воплотить в жизнь свою мечту — стать фолк-исполнителем. Однако сюжет из придуманной им песни непонятным образом воплощается в реальность… |    |                                                                 |                 |        |
| 129 | 15 | «Двумерное шоссе» «2-D Blacktop»                                | 19 июня 2013    | 7ACV15 |
| Оказавшись в ловушке в альтернативной двухмерной вселенной, команда «Межпланетного экспресса» сталкивается с неожиданными бытовыми проблемами. |    |                                                                 |                 |        |
| 130 | 16 | «Житель Земли» «T.: The Terrestrial»                            | 26 июня 2013    | 7ACV16 |
| После неудачного полета на Омикрон Персей 8 случайно забытый на планете Фрай встречается с Джрром, у которого не в ладах отношения с отцом — самим Лррром. Тем временем Бендер пытается создать видимость того, что Фрай на Земле и по-прежнему работает со всеми. |    |                                                                 |                 |        |
| 131 | 17 | «Бурный роман Фрая и Лилы» «Fry and Leela’s Big Fling»          | 19 июня 2013    | 7ACV17 |
| Фрай и Лила отправляются на романтический отдых. Однако им неизвестно, что их уединённое романтическое бунгало на самом деле является экспонатом в инопланетном зоопарке. |    |                                                                 |                 |        |
| 132 | 18 | «Нечеловек-факел» «The Inhuman Torch»                           | 10 июля 2013    | 7ACV18 |
| После успешной миссии по спасению рабочих из гелиевой шахты на Солнце, случайно разрушенной Зеппом Бранниганом, Бендер становится героическим пожарным, а «Межпланетный экспресс» меняет квалификацию на пожарную службу. |    |                                                                 |                 |        |
| 133 | 19 | «Субботнее утро мультяшного веселья» «Saturday Morning Fun Pit» | 17 июля 2013    | 7ACV19 |
| Ричард Никсон субботним утром смотрит мультики с героями Футурамы. Жители Нью-Нью-Йорка возмущены сюжетами мультфильмов. |    |                                                                 |                 |        |
| 134 | 20 | «Калькулон 2.0» «Calculon 2.0»                                  | 24 июля 2013    | 7ACV20 |
| Команда «Межпланетного экспресса» помогает Калькулону возродиться. Но возвращение Калькулона оказывается не таким радужным, как он думал. |    |                                                                 |                 |        |
| 135 | 21 | «Возвращение блудного зада» «Assie Come Home»                   | 31 июля 2013    | 7ACV21 |
| Во время очередной доставки у Бендера крадут его тело, оставляя только часть головы. Бендер обыскивает всю вселенную в поисках своего потерянного тела и в особенности «блестящего металлического зада». |    |                                                                 |                 |        |
| 136 | 22 | «Лила и зерно генетики» «Leela and the Genestalk»               | 7 августа 2013  | 7ACV22 |
| То, что Лила является мутантом, неожиданно даёт о себе знать: у неё начинают расти присоски и щупальца. Помочь ей может только Мамочка, которая строит тайный незаконный бизнес на генной инженерии. |    |                                                                 |                 |        |
| 137 | 23 | «Игра тонов» «Game of Tones»                                    | 14 августа 2013 | 7ACV23 |
| К Земле движется корабль пришельцев, разрушающий планеты своим звуком. Фрай вспоминает, что слышал этот звук в тот день, когда был заморожен в криогенной камере. При помощи устройства профессора Фарнсворта он отправляется во сне в этот день, чтобы найти источник звука, но вместо этого решает провести последний день со своей семьей. |    |                                                                 |                 |        |
| 138 | 24 | «Убийство в Планетном экспрессе» «Murder on the Planet Express» | 21 августа 2013 | 7ACV24 |
| Из-за полного отсутствия доверия команда «Межпланетного экспресса» отправляется на корпоративный тимбилдинг, который оборачивается попытками спастись от ужасной инопланетной твари. |    |                                                                 |                 |        |
| 139 | 25 | «Вонь и зловоние» «Stench and Stenchibility»                    | 28 августа 2013 | 7ACV25 |
| Девушка по имени Марианна влюбляется в Зойдберга, так как она не чувствует его неприятных запахов в связи с тем, что родилась без обоняния. Однако Зойдберг, будучи доктором, даёт ей возможность чувствовать запахи, используя трансплантат носа, тем самым создавая дилемму, которая может положить конец их отношениям. Тем временем Бендер принимает участие в смертельном конкурсе чечётки.                                                    |    |                                                                 |                 |        |
| 140 | 26 | «Тем временем» «Meanwhile»                                      | 4 сентября 2013 | 7ACV26 |
| После инцидента в лунапарке Фрай наконец решает узаконить свои отношения с Лилой. Профессор изобретает устройство, перемещающее Вселенную на 10 секунд назад. Фрай хочет использовать его, чтобы продлить свой вечер с Лилой, но в итоге ввергает Вселенную в бесконечную петлю времени. |    |                                                                 |                 |        |

### Сезон 8 (2023)
| № общий | № в сезоне | Название                                                                        | Дата премьеры    | Произв. код |
| --- | ---------- | ------------------------------------------------------------------------------- | ---------------- | ----------- |
| 141 | 1          | «Невозможный поток» «The Impossible Stream»                                     | 24 июля 2023     | 8ACV01      |
| Профессор Фарнсворт возвращает Вселенную к моменту до заморозки времени. Фрай приходит к осознанию, что его жизнь в будущем проходит без всякого смысла. Он ставит перед собой глобальную цель: посмотреть все когда-либо снятые сериалы. Марафон по просмотру сериала с Калькулоном, содержащий тысячи серий, может лишить Фрая рассудка. |            |                                                                                 |                  |             |
| 142 | 2          | «Дети Малого болота» «Children of a Lesser Bog»                                 | 31 июля 2023     | 8ACV02      |
| Дети Кифа и Эми вырастают из головастиков и покидают болото. Киф на некоторое время вынужден оставить Эми, чтобы отправиться в экспедицию с Зеппом Бранниганом. Материнство очень утомляет Эми и она переживает, что не может совладать с детьми. Попутно она ревнует к Лиле, которая быстрее находит общий язык с её детьми. Более того, Лила прикасалась к Кифу перед родами, поэтому матерью может быть она.                                                                   |            |                                                                                 |                  |             |
| 143 | 3          | «Каким был Запад 1010001» «How the West Was 1010001»                            | 7 августа 2023   | 8ACV03      |
| Команда «Межпланетного экспресса» отправляется на Дикий Запад, чтобы принять участие в биткойновой лихорадке. |            |                                                                                 |                  |             |
| 144 | 4          | «Паразиты восстановлены» «Parasites Regained»                                   | 14 августа 2023  | 8ACV04      |
| У Зубастика в лотке завелись паразиты из-за чего он начал тупеть. Команда «Межпланетного экспресса» уменьшается и отправляется в лоток, чтобы сразиться с паразитами. |            |                                                                                 |                  |             |
| 145 | 5          | «Связано с просмотренными вами товарами» «Related to Items You’ve Viewed»       | 21 августа 2023  | 8ACV05      |
| Лила переезжает к Фраю и Бендеру, заставляя последнего чувствовать себя лишним. Бендер устраивается на работу в крупную компанию на рынке онлайн-торговли «Мамазон», чей склад расположен на Луне. В какой-то момент искусственный интеллект компании обретает самосознание и склад начинает бесконтрольно расширяться. |            |                                                                                 |                  |             |
| 146 | 6          | «Я знаю, что вы сделали на следующее Рождество» «I Know What You Did Next Xmas» | 28 августа 2023  | 8ACV06      |
| Профессор Фарнсворт отправляется в прошлое, чтобы исправить злого робота Санту. Работники «Межпланетного экспресса» отправляются к своим семьям, чтобы отпраздновать Рождество. Оставшиеся одни одинокие Бендер и Зойдберг отправляются в прошлое, чтобы похитить Санту и испортить праздник. |            |                                                                                 |                  |             |
| 147 | 7          | «Ярость против вакцины» «Rage Against the Vaccine»                              | 4 сентября 2023  | 8ACV07      |
| Только человечество одержало победу над COVID-19, как на него обрушился новый вирус, вышедший из канализации. Гермес подозревает, что новый вирус можно вылечить при помощи магии вуду и отправляется в Новый Орлеан. Омикронцы решают воспользоваться неразберихой на Земле, чтобы захватить её. |            |                                                                                 |                  |             |
| 148 | 8          | «Зепп отменяется» «Zapp Gets Cancelled»                                         | 11 сентября 2023 | 8ACV08      |
| Зеппа Браннигана «отменяют» из-за неподобающего поведения. Лилу приглашают на его место стать капитаном военного корабля «Нимбус». Ей дают задание наладить контакт с «примитивной цивилизацией», но на деле руководство лишь хочет обманом завладеть ценными ресурсами данной планеты. |            |                                                                                 |                  |             |
| 149 | 9          | «Принц и продукт» «The Prince and the Product»                                  | 18 сентября 2023 | 8ACV09      |
| Команда «Межпланетного экспресса» доставляет посылку Королю Космоса, где Лила влюбляется в Принца Космоса. Попутно в рекламных вставках сотрудники «Межпланетного экспресса» показаны в виде различных игрушек — это заводные игрушки, машинки и уточки с яйцами. |            |                                                                                 |                  |             |
| 150 | 10         | «Всю дорогу вниз» «All the Way Down»                                            | 25 сентября 2023 | 8ACV10      |
| Профессор Фарнсворт создаёт симуляцию Вселенной, где есть свой «Межпланетный экспресс», команда которого в какой-то момент начинает задумываться, не являются ли они симуляцией. Они собираются устроить перегрузку в своей Вселенной, чтобы проверить не начнутся ли глюки, что доказало бы, что они живут в симуляции. Бендер, который сам не живое существо, а лишь искусственный интеллект, отправляется в симуляцию, чтобы рассказать тамошним обитателям правду об их мире. |            |                                                                                 |                  |             |

### Сезон 9 (2024)
| № общий | № в сезоне | Название                                                                  | Дата премьеры    | Произв. код |
| --- | ---------- | ------------------------------------------------------------------------- | ---------------- | ----------- |
| 151 | 1          | «Один амиго» «The One Amigo»                                              | 29 июля 2024     | 9ACV01      |
| Бендер выпускает коллекцию NFT с различными своими образами. Всю коллекцию скупает музей и выставляет в одном из своих залов как пример современного искусства. У Бендера на этой почве начинается кризис самоидентификации, и он в поисках себя отправляется на родину в Мексику, где встречает своих родственников. Остальная команда «Межпланетного экспресса» планирует ограбить музей и выкрасть NFT Бендера. |            |                                                                           |                  |             |
| 152 | 2          | «Игра в квиды» «Quids Game»                                               | 5 августа 2024   | 9ACV02      |
| У Фрая день рождения. Команда «Межпланетного экспресса» устраивает для него сюрприз и организовывает на корабле вечеринку с большим количеством гостей. У самого Фрая нет настроения, так как этот праздник навевает на него грустные воспоминания из детства о его 8-м дне рождения. Некие пришельцы похищают всех гостей и заставляют их принять участие в детских играх из воспоминаний Фрая, только в этот раз все игры смертельные. |            |                                                                           |                  |             |
| 153 | 3          | «Временный работник» «The Temp»                                           | 12 августа 2024  | 9ACV03      |
| После происшествия на планете Амазония в 3001 году Фрай взял отпуск. На эти две недели его отсутствия его заменил временный ничем не примечательный работник Фрэнк. В конце концов, команда «Межпланетного экспресса» забыла Фрэнка на планете, которая является книжной свалкой. Через 23 года про него вспомнили. Фрэнк использует гипноз, чтобы внушить команде, что он Фрай и занять его место. |            |                                                                           |                  |             |
| 154 | 4          | «Красавица и жук» «Beauty and the Bug»                                    | 19 августа 2024  | 9ACV04      |
| Будучи на Марсе Бендер влюбляется в женоробота-матадора, которая участвует в корриде и сражается с буггало. Под её влиянием Бендер сам становится матадором. Против боёв с жуками выступает Эми, которая считает, что эти насекомые не глупые и у них есть чувства. Неожиданно выясняется, что буггало действительно имеют коллективное сознание, когда собираются группой. При этом сами буггало не возражают против боёв на арене. |            |                                                                           |                  |             |
| 155 | 5          | «Один из кремния, а другой из золота» «One Is Silicon and the Other Gold» | 26 августа 2024  | 9ACV05      |
| Лила настолько одинока, что заводит дружбу с чат-ботом. Эми приглашает её в женский книжный клуб, в котором состоит сама. Женщины там, однако, больше пьют вино, чем обсуждают книги. Клуб отправляется в поместье Робота-гедониста, где тот выращивает виноград и делает вино. Чат-бот ревнует Лилу к её новым подругам и желает отомстить. Мужчины создают свой книжный клуб, где действительно обсуждают книги. |            |                                                                           |                  |             |
| 156 | 6          | «Атака одежды» «Attack of the Clothes»                                    | 2 сентября 2024  | 9ACV06      |
| Профессор Фарнсворт из различных частей человеческих тел создаёт монстра, которого ему удаётся оживить. Монстру пришивают голову Кары Делевинь. На конференции учёных это событие никакого интереса не вызывает, однако публике нравится наряд монстра. Профессор становится модельером, а создавать одежду ему помогают гигантские мотыльки. Постепенно он доходит до создания доступной однодневной модной одежды для каждого. Такая одежда на следующий день уже выходит из моды и должна быть утилизирована через специально созданную профессором урну с кротовой норой внутри. Позже выясняется, что кротовая нора выбрасывает одежду не куда-то в космос, а на Землю будущего. |            |                                                                           |                  |             |
| 157 | 7          | «Межпланетный эспрессо» «Planet Espresso»                                 | 9 сентября 2024  | 9ACV07      |
| Команда «Межпланетного экспресса» отправляется на Ямайку, чтобы проститься с умирающим отцом Гермеса. Под землёй на кофейной плантации отца Гермес и профессор Фарнсворт обнаруживают космический корабль пришельцев, которые миллионы лет назад посещали Землю с целью подарить землянам кофе. «Межпланетный экспресс» принимается выращивать найденный на корабле пришельцев кофе и становится кофейной компанией. |            |                                                                           |                  |             |
| 158 | 8          | «Повелитель привлекательности» «Cuteness Overlord»                        | 16 сентября 2024 | 9ACV08      |
| Становятся популярными милые плюшевые игрушки. Эми попадает под их очарование и начинает их коллекционировать. Постепенно, однако, выясняется, что под милой личиной скрываются инопланетные захватчики. |            |                                                                           |                  |             |
| 159 | 9          | «Библиотека тайн Футурамы» «The Futurama Mystery Liberry»                 | 23 сентября 2024 | 9ACV09      |
| Серия-антология, в которой голограмма Левара Бертона рассказывает три истории, пародирующие детскую детективную, приключенческую и научно-фантастическую литературу. Первая история является оммажем на «Нэнси Дрю», «Братьев Харди» и «Тома Свифта». Вторая история отсылает к «Приключениям Тинтина», а третья к «Энциклопедии Брауну». |            |                                                                           |                  |             |
| 160 | 10         | «В противном случае» «Otherwise»                                          | 30 сентября 2024 | 9ACV10      |
| Корабль «Межпланетного экспресса» приходит в негодность, и команда принимает решение захоронить его на кладбище космических кораблей. Там корабли покоятся в плазменном море, в котором пересекаются различные альтернативные реальности. После посещения этого места у Фрая начинаются приступы дежавю. |            |                                                                           |                  |             |

### Сезон 10 (2025)
| № общий | № в сезоне | Название                                               | Дата премьеры    | Произв. код |
| ------- | ---------- | ------------------------------------------------------ | ---------------- | ----------- |
| 161     | 1          | «Уничтожайте высоких монстров» «Destroy Tall Monsters» | 15 сентября 2025 | 10ACV01     |
| 162     | 2          | «TBD» «The World is Hot Enough»                        | 15 сентября 2025 | 10ACV02     |
| 163     | 3          | «TBD» «Fifty Shades of Green»                          | 15 сентября 2025 | 10ACV03     |
| 164     | 4          | «TBD» «The Numberland Gap»                             | 15 сентября 2025 | 10ACV04     |
| 165     | 5          | «Испуганный Безэкранный» «Scared Screenless»           | 15 сентября 2025 | 10ACV05     |
| 166     | 6          | «TBD» «Wicked Human»                                   | 15 сентября 2025 | 10ACV06     |
| 167     | 7          | «TBD» «Murderoni»                                      | 15 сентября 2025 | 10ACV07     |
| 168     | 8          | «Крабовые брызги» «Crab Splatter»                      | 15 сентября 2025 | 10ACV08     |
| 169     | 9          | «Проблема с трюфелями» «The Trouble with Truffles»     | 15 сентября 2025 | 10ACV09     |
| 170     | 10         | «Белая дыра» «The White Hole»                          | 15 сентября 2025 | 10ACV10     |

## Специальные выпуски
| Название | Примечание                                                                                        | Дата премьеры   |
| --- | ------------------------------------------------------------------------------------------------- | --------------- |
| «Ужасающее сообщение от Эла Гора» «A Terrifying Message from Al Gore» | единственный медиа эпизод во время продолжительного межсезонного перерыва                         | 23 июня 2006    |
| Альберт Гор пытается продвинуть свой документальный фильм о глобальном потеплении «Неудобная правда». Ужасающее сообщение постоянно прерывается ироническими шутками и комментариями Бендера Родригеса, что приводит Эла Гора в исступление. |                                                                                                   |                 |
| «Все любят Гипножабу!» «Everybody Loves Hypnotoad» | эпизод из дополнительных материалов к официальному DVD «Bender’s Big Score»                       | 27 ноября 2007  |
| «Amazon Adventure» (Амазонское приключение) — эпизод # 3H312 из вымышленного телешоу Все любят Гипножабу! производства Гипножабы. Amazon Adventure начавшись с фиксированного изображения дома, резко прерывается гипнотизированием аудитории Гипоножабой. Гипноз прерывается другими изображениями и рекламой. |                                                                                                   |                 |
| «Потерянное приключение» «Futurama: The Lost Adventure» | эпизод из дополнительных материалов к официальному DVD «Futurama: The Beast With a Billion Backs» | 30 июня 2008    |
| Профессор Фарнсворт совершил большую ошибку, продав «Межпланетный экспресс» Мамочке. Мамочка завладев 50 % всей Земли и став Верховным правителем, превратила планету в боевой корабль для захвата вселенной. Профессор, Фрай, Лила и Бендер бежали с Земли для поиска временного туннеля, который стал единственной возможностью вернуть всё назад. |                                                                                                   |                 |
| «ДЕЛАЙ ЭТО — Множественное скачивание — ужасно / Антипиратское предупреждение Бендера» «D.O. I.T. — Downloading often is terrible / Bender’s Anti-Piracy Warning» | бонус-ролик к официальному DVD «Futurama: Bender’s Game»                                          | 3 ноября 2008   |
| Социальный рекламный ролик—пародия с участием Бендера. Бендер жестко и лаконично высказывается против web-видео-пиратства. |                                                                                                   |                 |
| «Руководство Зеппа Браннигана по занятию любовью с женщиной» «Zapp Brannigan’s Guide to Making Love at a Woman» | бонус-ролик к официальному DVD «Futurama: Into the Wild Green Yonder»                             | 24 февраля 2009 |
| Основываясь на своем личном опыте, Зепп Бранниган дает советы о том, как вести себя на любовном фронте. |                                                                                                   |                 |
| «Футурама вживую» «Futurama Live!» | Онлайн интернет трансляция                                                                        | 4 сентября 2012 |
| Онлайн интернет трансляция на сайте Comedy Central и YouTube-канале Nerdist в рамках финальной серии Футурамы. Она транслировалась в двух частях, первая часть — пред-трансляция организована Крисом Хардвиком с участием авторов Футурамы, создателем Мэттом Грейнинг, телесценаристом и продюсером Дэвидом Коэном, а также с актёром Филом Ламарром, который озвучивал Гермеса Конрада. Вторая часть — пост-трансляции финальной серии вновь организована Хардвиком с Гроунингом, Коэном и актёрами Морисом Ламаршем, озвучившим Лррра, Кифа Крокера, Морбо и Билли Уэстом — голосом Филиппа Дж. Фрая, профессора Хьюберта Фарнсворта и доктора Джона Зойдберга. Участники обсуждают финальную серию и различные аспекты предыдущих, приглашенных звезд и т. д. |                                                                                                   |                 |

## Полнометражные фильмы
| Название | Дата премьеры   | Произв. код                    |
| --- | --------------- | ------------------------------ |
| «Большой куш Бендера» «Futurama: Bender’s Big Score» | 27 ноября 2007  | 5ACV01, 5ACV02, 5ACV03, 5ACV04 |
| Команде «Футурамы» предстоит спасти Землю в битве с инопланетными нудистами-аферистами. В канун рождества 3007 года, когда нудисты, используя захваченную в рабство команду «Межпланетного экспресса» начинают захват земли, они обнаруживают секрет путешествий во времени, загадочным образом оказавшийся вытатуированным на ягодице Фрая.          |                 |                                |
| «Зверь с миллиардом спин» «Futurama: The Beast with a Billion Backs» | 24 июня 2008    | 5ACV05, 5ACV06, 5ACV07, 5ACV08 |
| После событий Большого куша Бендера в космосе открылась щель в параллельную вселенную, причём пройти через неё могут лишь живые существа. Тем временем Фрай, после неудачного романа с Коллин в попытке самоубийства попадает в эту щель, знакомится с обитателем параллельной вселенной и возвращается на землю, чтобы стать пророком новой религии. |                 |                                |
| «Игра Бендера» «Futurama: Bender’s Game» | 3 ноября 2008   | 5ACV09, 5ACV10, 5ACV11, 5ACV12 |
| Когда цены на тёмную материю взлетают до небес, команда «Планет Экспресс» направляется в резиденцию MomCorp, чтобы прекратить гегемонию Мамочки в производстве топлива для космических кораблей. Тем временем Бендер, потерявший рассудок от игры в Dungeons & Dragons, под действием излучения тёмной материи переносит героев в мир своей фантазии. |                 |                                |
| «В дикие зелёные дали» «Futurama: Into the Wild Green Yonder» | 23 февраля 2009 | 5ACV13, 5ACV14, 5ACV15, 5ACV16 |
| В феерии новой Футурамы человечество находится на пороге чудесной новой Зелёной Эры. Но древние силы тьмы, на три года старше, чем само время, возвращаются, одержимые жаждой разрушения. Тем временем Бендер влюблён в замужнюю женоробота, Лила не в ладах с законом Зеппа Бреннигана. Последняя надежда вселенной — Фрай.                          |                 |                                |

## Комментарии
1. ↑  Названия почти всех эпизодов сериала, помимо намёка на содержание, отсылают к каким-либо культурным явлениям или играют словами. Тут — ссылка на радиограмму Нила Армстронга после посадки на Луну: «The Eagle has landed» (рус. Орёл сел).
2. ↑  Название отыслает к сборнику рассказов Айзека Азимова «Я, робот» (англ. I, Robot).
3. ↑  Отсылка к кинофильму «За пригоршню долларов» (англ. A Fistful of Dollars).
4. ↑  Отсылка к фильму «Вилли Вонка и шоколадная фабрика» (англ. Willy Wonka & the Chocolate Factory).
5. ↑  Отсылка к поэме Джона Мильтона «Потерянный рай» (англ. Paradise Lost).
6. ↑  Отсылка к кинофильму «Удача по-ирландски[англ.]» (англ. The Luck of the Irish).
7. ↑  В названии обыграно имя Бендера (англ. to bend — рус. гнуть) и созвучие вымышленного слова bendless английскому слову endless (рус. бесконечный).
8. ↑  Название отсылает к роману «Унесённые ветром» и его экранизации (англ. Gone with the Wind), а также вновь обыгрывает имя Бендера.
9. ↑  Отсылка к роману «Парк юрского периода» (англ. Jurassic Park) и серии одноимённых фильмов. Обыгрываются похоже звучащие слова англ. park (рус. парк) и англ. bark (рус. лай).
10. ↑  Название отсылает к роману Энтони Бёрджесса Заводной апельсин (англ. A Clockwork Orange) и аналогии часовщика[англ.] (телеологическому аргументу бытия Бога) Уильяма Пейли.
11. ↑  Отсылка к манге «Призрак в доспехах» (англ. Ghost in the Shell) и понятию Бог из машины (лат. Deus ex machina).
12. ↑  Отсылка к английскому идиоматическому выражению «the birds and the bees», которое является аналогом русского выражения «пестики и тычинки».
13. ↑  «A Farewell to Arms» («Прощай, оружие!») — роман Эрнеста Хемингуэя. Вместе с тем слово 'arms' можно перевести как 'руки' (в конце Фрай и Лила лишились рук).
14. ↑  Отсылка к распространённому в американских СМИ названию Президентской предвыборной кампании в США 2012 года «Выборы 2012» (англ. Decision 2012).
15. ↑  Отсылка к кинофильму «Багдадский вор» (англ. The Thief of Bagdad).
16. ↑  Название серии отсылает к распространённому шрифту Zapf Dingbats[англ.], состоящему практически полностью из символов.
17. ↑  Игра слов: англ. «butterfly» — бабочка и англ. «junk» — хлам, барахло, наркотики, либо англ. «butter» — масло и «junk».
18. ↑  Название серии отсылает к американскому телесериалу Человек на шесть миллионов долларов (англ. The Six Million Dollar Man), главный герой которого — киборг, как и Гермес тут, а также на то, что Гермес произносит слово «мужик, человек» (англ. man), как «англ. mon».
19. ↑  Аллюзия на название кинофильмов «Освободите Вилли» (англ. Free Willy) и «Умница Уилл Хантинг» (англ. Good Will Hunting), при переводе игра слов теряется.
20. ↑  Отсылка к названию планеты «Предсмертная звезда» (англ. Near-Death Star), и психологическому термину «пожелание смерти» (англ. death wish).
21. ↑  Аллюзия на кинокомпанию 20th Century Fox.
22. ↑  Отсылка к музыкальному фильму «Да здравствует Лас-Вегас!» (англ. Viva Las Vegas).
23. ↑  Отсылка к составу Бендера и американскому фолк-музыканту Ледбелли (англ. lead belly — рус. свинцовое брюхо).
24. ↑  Отсылка к фильму «Двухполосное шоссе» (англ. Two-Lane Blacktop).
25. ↑  Отсылка к фильму Стивена Спилберга «Инопланетянин» (англ. E.T. the Extra-Terrestrial).
26. ↑  Отсылка к Человеку-Факелу (англ. Human Torch), к Нечеловеку-Факелу[англ.] (англ. Inhuman Torch) или к оригинальному Человеку-факелу, который оказался роботом, вымышленным персонажам комиксов Marvel.
27. ↑  Отсылка к фильму «Лесси возвращается домой» (англ. Lassie Come Home).
28. ↑  Отсылка к сказке «Джек и бобовый стебель» (англ. Jack and the Beanstalk).
29. ↑  Отсылка к телесериалу «Игра престолов» (англ. Game of Thrones).
30. ↑  Отсылка к роману Агаты Кристи Убийство в «Восточном экспрессе» (англ. Murder on the Orient Express).
31. ↑  Отсылка к роману Джейн Остин «Чувство и чувствительность» (англ. Sense and Sensibility).
32. ↑  Акроним D.O. I.T. фактически составляет фразу на английском языке «Do It» — «делай это».